# Isleton
Isleton est une municipalité du comté de Sacramento, en Californie, aux États-Unis. Sa population était de 828 habitants au recensement de 2000.

## Géographie
Isleton est située à 38° 09′ 43″ N, 121° 36′ 33″ O. 
Selon le Bureau du recensement des États-Unis la ville a une superficie de 1,3 km2, 1,1 km2 de terre, 0,1 km2 d'eau. 

## Démographie
| 1930  | 1940  | 1950  | 1960  | 1970 | 1980 |
| ----- | ----- | ----- | ----- | ---- | ---- |
| 2 090 | 1 837 | 1 597 | 1 039 | 909  | 914  |

| 1990 | 2000 | 2010 | - | - | - |
| ---- | ---- | ---- | - | - | - |
| 833  | 828  | 804  | - | - | - |